# Колумбийская котловина
Колумбийская котловина — подводная котловина в западной части Атлантического океана, в Карибском море.
На севере котловина отделена от Никарагуанского подводного поднятия эскарпом Хесса. В южной части, со стороны Панамы и Колумбии в неё вдаются мощные (до 7 км) аккреционные призмы. Восточнее к котловины примыкает подводный хребет Кюрасао. Глубина достигает 4 532 м. Кора котловины океанического типа; её толщина аномально повышена и составляет 20 км, из которых до 4 км приходится на осадочный чехол.